# Friedrichsheider Hochmoor
Das Naturschutzgebiet Friedrichsheider Hochmoor liegt südöstlich von Sosa, am Fuße des Auersbergs im Westen des Erzgebirgskreises auf etwa 800 m ü. NN. Es ist Teil des Natura 2000-Gebietes „Mittelgebirgslandschaft bei Johanngeorgenstadt“ mit der EU-Meldenummer 5541-303.

## Unterschutzstellung
Das Naturschutzgebiet „Friedrichsheider Hochmoor“ wurde durch Anordnung des Vorsitzenden des Landwirtschaftsrates vom 11. September 1967 (Gesetzblatt der DDR - GBl. DDR II S. 697) unter Schutz gestellt.

## Lage und Erschließung
Das Naturschutzgebiet liegt östlich der Riesenberger Straße, die von Sosa zu den Riesenberger Häusern führt. Diese sind von der Südgrenze des Gebietes etwa 500 Meter entfernt. Am westlichen Rand des Gebietes zweigt ein „Krummer Flügel“ genannter Weg ab, der in seinem späteren Verlauf von der Nord-Ost-Spitze des Gebietes an den Namen „Eselsberger Flügel“ hat. An diesem Abzweig ist das Gelände 792 m ü. NN hoch. Parallel zu der in West-Ost-Richtung verlaufenden Südgrenze führt eine Forststraße, im weiteren Verlauf Milchbachweg genannt, in Richtung Erlabrunn.

## Beschreibung
Das 19,01 Hektar große Friedrichsheider Hochmoor, „Rest eines Wasserscheiden-Hochmoores mit intaktem Moorkern“, ist von Bergkiefern umgeben. Außerdem bildet es im Umfeld alte Fichten im Übergang zu Fichtenmoorwäldern und Fichtenbergwäldern. Im Gebiet stehen neben Zwergsträuchern wie Heidelbeere, Rauschbeere, Preiselbeere und Krähenbeere und wird stark von verschiedenen Sphagnumarten beherrscht.
Den Kern dieses Naturschutzgebietes bildet der nach der FFH-Richtlinie der Europäischen Union  als prioritär eingestufte Lebensraumtyp 91D3 (Bergkiefern-Moorwälder), ein Spirken-Moorwald auf einem über einen Meter starken Torfkörper. Dabei stehen neben den Spirken nur wenige Fichten am Rand. Die Spirke stockt sowohl im Ober-, als auch im Unterstand. Die artenreiche Krautschicht ist fast flächendeckend vorhanden. Bei Kartierungen wurden in den Jahren 2000 und 2002 49 Moosarten ermittelt. Nicht weniger als neun Arten Torfmoose (z. B. Sphagnum balticum, Sphagnum magellanicum, Sphagnum tenellum) waren dabei. Bei den Gefäßpflanzen fanden sich Rausch- und Moosbeere, Krähenbeere, Rundblättriger Sonnentau, Scheidiges Wollgras und Rosmarinheide. Dieses Gebiet hält der Managementplan, der auf Sachsen.de vom Sächsischen Umweltministerium veröffentlicht wurde, für einen der besten, wenn nicht den besten Spirken-Moorwald Sachsens und misst ihm landesweite Bedeutung zu.
Korinna Thiem und Olaf Bastian bewerten in ihrer Arbeit „Steckbriefe für ausgewählte landschaftsprägende historische Kulturlandschaftselementtypen im Freistaat Sachsen“ das Friedrichsheider Hochmoor so:
Der Moorkern des „Friedrichsheider Hochmoors“ hat trotz Abbau, Entwässerung und Vegetationsberäumung wieder seinen standörtlich typischen Endzustand eines Spirken-Moorwaldes (Vaccinio uliginosi-Pinetum rotundatae) erreicht. Im abgebauten östlichen Teil stockt ein Fichten-Moorwald (Vaccinio uliginosi-Piceetum). Zu den charakteristischen subarktisch-borealen Arten der erzgebirgischen Hochmoorflora gehören Moosbeere (Vaccinium oxycoccus), Rauschbeere (V. uliginosum), Scheidiges Wollgras (Eriophorum vaginatum) und Krähenbeere (Empetrum nigrum). An den Schlenkensäumen sind Rosmarinheide (Andromeda polifolia) und Rundblättriger Sonnentau (Drosera rotundifolia) präsent.
Der Torfabbau im Friedrichsheider Hochmoor fand im Randgehänge nach 1945 statt.
Die Verordnung der Landesdirektion Chemnitz zur Bestimmung des Gebietes von gemeinschaftlicher Bedeutung „Mittelgebirgslandschaft bei Johanngeorgenstadt“ vom 31. Januar 2011 (SächsABl.SDr. S. S 249) stellt das FFH-Gebiet unter Schutz und damit auch das Friedrichsheider Hochmoor als einen Teil des FFH-Gebietes. In der Anlage zur Verordnung der Landesdirektion Chemnitz zur Bestimmung des Gebietes von gemeinschaftlicher Bedeutung „Mittelgebirgslandschaft bei Johanngeorgenstadt“ wird zu Qualität und Bedeutung des Friedrichsheider Hochmoors ausgeführt:
Das Friedrichsheider Hochmoor in der Teilfläche 5 ist größtenteils mit einem Bergkiefern-Moorwald (LRT 91D3*) bestockt. Nur ein kleiner Bereich im Westen ist weitgehend baumfrei und repräsentiert ein regenerierbares Hochmoor (LRT 7120) in einem ehemals abgetorften Bereich. Hochmoorstandorte sind in Sachsen weitgehend vernichtet, so dass die wenigen intakten oder regenerierbaren Flächen außerordentlich wertvoll und landesweit bedeutsam sind. Bergkiefern-Moorwälder (LRT 91D3*) mit der kennzeichnenden Spirke (Pinus rotundata) kommen in Sachsen sehr selten und nur in den montanen Lagen des Erzgebirges vor. Der Bestand ist auf Grund seiner großflächigen und guten Ausprägung und des nahezu vollständigen Arteninventars der Kraut- und Kryptogamenschicht von landesweiter Bedeutung.

## Maßnahmenumsetzung
Nachdem die Umweltbehörden und der Staatsbetrieb Sachsenforst einer Revitalisierung im Rahmen des Landesschwerpunktprojektes Erzgebirgische Moore zugestimmt hatten, wurde 2016 eine Vorstudie zu deren Realisierung erstellt. Dabei wurden der Nordgraben des Moores mit vier Bohlendämmen und der Südgraben mit fünf Spundwanddämmen verschlossen. Außerdem wurden die Bohlendämme zusätzlich mit Geotextil überdeckt und die nachfolgenden Dämme mit anstehendem Torf vollständig abgedeckt. Die finanzielle Unterstützung erhielt das Projekt durch Fördermittel im Rahmen der Richtlinie Natürliches Erbe.